# Hermann Hauser II

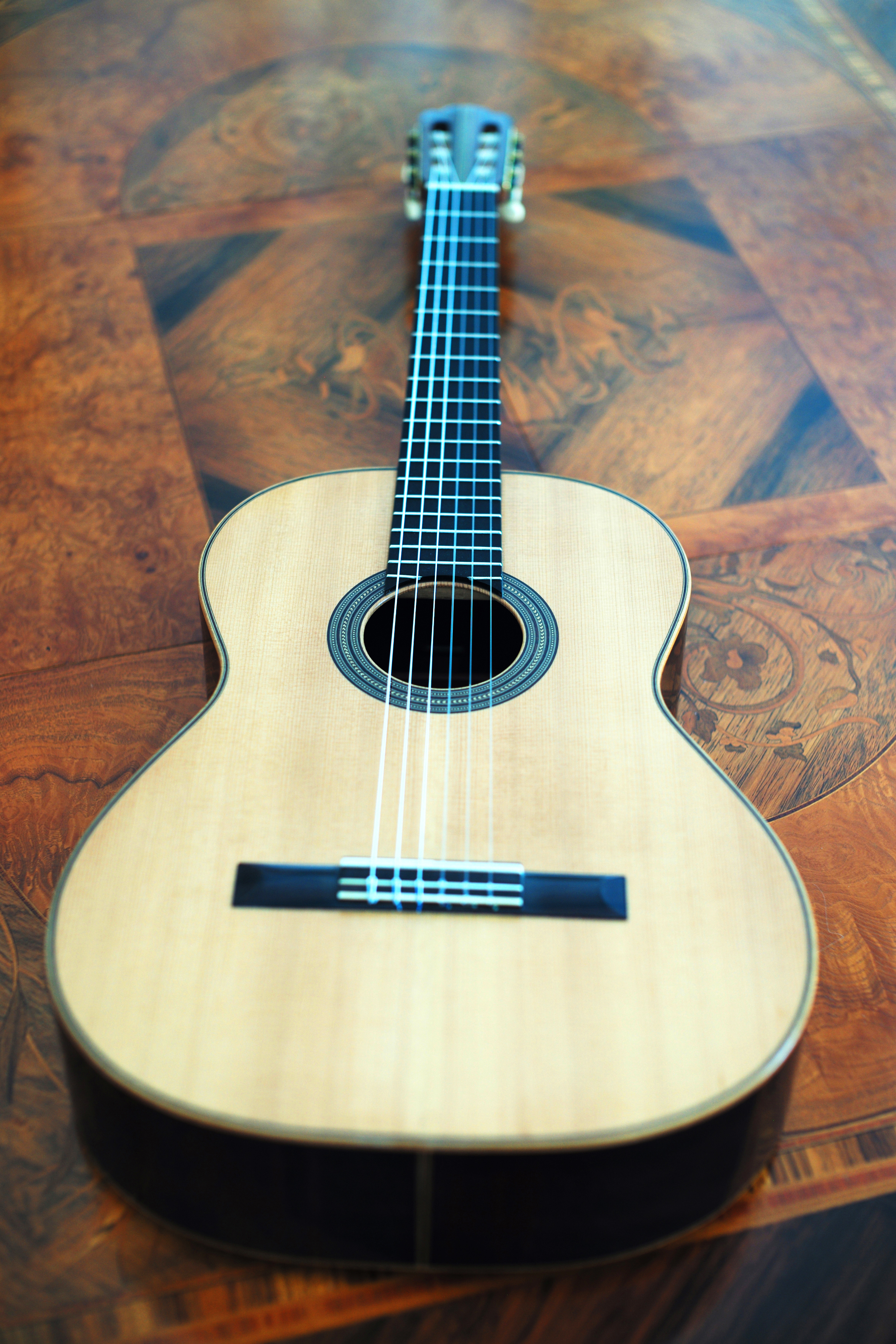
Gitarre aus der gemeinsamen Werkstatt mit seinem Vater, 1936

Hermann Hauser II (*  9. April 1911 in München; †  27. Mai 1988 in Landshut) war ein süddeutscher Gitarrenbauer und Sohn von Hermann Hauser I.

## Leben
Hermann Hauser II wurde 1911 als Sohn des Gitarrenbauers Hermann Hauser I und seiner Ehefrau Emma in München geboren. Sein Vater erwarb 1921 die Firma Max Amberger, deren Zithern von ihm weiterhin gebaut wurden. Zu seinem eigenen Stil im Gitarrenbau hatte Hermann Hauser I gefunden, indem er sich an den Konstruktionen und der Bautechnik von Antonio de Torres orientierte und diese um seine eigenen Erkenntnisse weiterentwickelte.
Hermann Hauser II arbeitete ab 1930, nach vierjähriger Ausbildung an der staatlichen Fachschule für Geigenbau in Mittenwald, in der Kunstwerkstätte für Instrumentenbau seines Vaters in München. Im Verlauf der langjährigen Zusammenarbeit von Vater und Sohn wurden sämtliche gebauten Instrumente von Hermann Hauser I signiert. Ab 1937 wechselte der spanische Gitarrist Andrés Segovia von einer Manuel Ramírez- zu einer Hermann Hauser-Gitarre, was den internationalen Durchbruch der Marke „Hermann Hauser“ begründete. 1946 zog Hermann Hauser I mit seinem Sohn aus dem zerstörten München ins niederbayerische Reisbach.
Nach dem Tod seines Vaters 1952 trat er seine Nachfolge an. Von diesem Zeitpunkt an bis ins Jahr 1983 wurden die Instrumente von Hermann Hauser II signiert. Die erste von Hermann Hauser II signierte Gitarre war die Nummer 501. Seine letzte Gitarre trägt vermutlich die Nummer 1050.
Der britische Gitarrist und Lautenspieler Julian Bream spielte Hermann Hauser I-Gitarren von 1936 und 1947 sowie ab den 1960er Jahren eine Hauser-Gitarre von Hermann Hauser II aus dem Jahr 1957. Auch Andres Segovia und Django Reinhardt spielten Gitarren von Hermann Hauser II, zu seinen Kunden zählten auch Pepe und Angel Romero sowie andere Mitglieder der Los Romeros.
Von 1974 an baut auch sein Sohn Hermann Hauser III unabhängig von ihm Gitarren in derselben Werkstatt. Seit 2010 ist dessen Tochter, Kathrin Hauser, ebenfalls als Gitarrenbauerin in der Reisbacher Werkstatt tätig.